# Rio Tartarugal Grande
Rio Tartarugal Grande är ett vattendrag i Brasilien.   Det ligger i delstaten Amapá, i den norra delen av landet, 2 000 km norr om huvudstaden Brasília.
Omgivningarna runt Rio Tartarugal Grande är en mosaik av jordbruksmark och naturlig växtlighet. Trakten runt Rio Tartarugal Grande är nära nog obefolkad, med mindre än två invånare per kvadratkilometer.